# Carolina Courage
Carolina Courage war eine US-amerikanische Frauenfußballmannschaft aus Cary in North Carolina, die in der Women’s United Soccer Association spielte. Das Team trug im Jahr 2001 seine Heimspiele im Fetzer Field aus, das sich auf dem Campus der University of North Carolina at Chapel Hill befindet. In den Spielzeiten 2002 und 2003 fanden die Heimspiele im SAS Soccer Park statt.

## Geschichte
Das Franchise wurde im Jahr 2000 gegründet und nahm 2001 den Spielbetrieb in der neu geschaffenen Women’s United Soccer Association (WUSA) auf. Nachdem das Team im ersten Jahr nur den letzten Platz belegt hatte, gelang in der Saison 2002 mit einem Sieg im Finale der Play-offs um den Founders Cup gegen Washington Freedom der Titelgewinn. 2003 belegte Carolina Courage nur den siebten Platz in der Liga und verpasste damit den Einzug in die Play-offs.
Nachdem die Liga aufgrund finanzieller Probleme ihren Spielbetrieb einstellte, wurde das Team im September 2003 aufgelöst.

## Saisonstatistiken
| Jahr | Liga | Regular Season | Play-offs           | Zuschauerschnitt |
| ---- | ---- | -------------- | ------------------- | ---------------- |
| 2001 | WUSA | 8. Platz       | nicht qualifiziert  | 5.256            |
| 2002 | WUSA | 1. Platz       | Sieger Founders Cup | 5.839            |
| 2003 | WUSA | 7. Platz       | nicht qualifiziert  | 5.737            |

## Bekannte Spielerinnen
- Unni Lehn
- Bente Nordby
- Carla Overbeck
- Birgit Prinz
- Hege Riise
- Tiffany Roberts